# Aleix Vidal
Aleix Vidal Parreu, född 21 augusti 1989 i Valls, är en spansk fotbollsspelare som spelar för Espanyol. Han spelar vanligtvis som ytter, men kan även spela som högerback.
Aleix Vidal tillbringade sin tidiga karriär i lägre ligor med reservlag, men senare blev han en viktig spelare i Almeriás A-lag, där han hjälpte dem att återkomma till La Liga. Han vann även Europa League med Sevilla innan han anlände till Barcelona 2015, för cirka 150 miljoner kronor.

## Klubbkarriär

### Tidiga år
Vidal kontrakterades för RCD Espanyol 2007, men spelade aldrig för dem. Vidal avslutade sin enda seniorsäsong med laget han var utlånad till, den grekiska klubben Panthrakikos FC. Den 31 augusti 2009 gick han till Segunda División-laget Gimnastic de Tarragona, men han tillbringade en stor majoritet av säsongen hos ungdomslaget CF Pobla de Mafumet.
Vidal gick till RCD Mallorca sommaren 2010, där han var reserv.

### Almería
I juli 2011, efter klubbens relegation, anslöt Vidal sig till ett annat reservlag, det spanska Almería B. Han gjorde sin debut i andalusiernas A-lag den 27 augusti 2011, mot Córdoba CF. Efter ett kort tag blev Vidal befordrad till A-laget och han fick nummer 8 på tröjan, efter Albert Crusats avgång till Wigan Athletic.
Under nästa säsong gjorde Vidal fyra mål på 37 matcher – 30 av dem startade han och spelade cirka 2 600 minuter –  Vidal hjälpte Almeria upp till La Liga igen, efter två år. Den 6 augusti 2013 förnyade han sitt kontrakt med Almería, till 2017.

### Återkomst i Sevilla
Den 4 augusti 2018 återvände Vidal till Sevilla. Den 28 juli 2019 lånades han ut till Alavés på ett låneavtal över säsongen 2019/2020. Den 1 juli 2021 kom Vidal och Sevilla överens om att bryta kontraktet.

### Espanyol
Den 18 augusti 2021 blev Vidal klar för en återkomst i Espanyol, där han skrev på ett tvåårskontrakt med option på ytterligare ett år.

## Meriter

### FC Barcelona
- La Liga: 2015/2016, 2017/2018
- Spanska cupen: 2015/2016, 2016/2017, 2017/2018
- Spanska supercupen: 2016
- UEFA Super Cup: 2015
- VM för klubblag: 2015

### Sevilla
- Uefa Europa League: 2014–2015